# Pouzolzia scabra
Pouzolzia scabra är en nässelväxtart som beskrevs av Robert Wight. Pouzolzia scabra ingår i släktet Pouzolzia och familjen nässelväxter. Inga underarter finns listade i Catalogue of Life.